# Raffaella Petrini
Raffaella Petrini F.S.E. (Rome, 15 januari 1969) is een Italiaanse Franciscaanse non, in dienst van de Romeinse Curie.
Petrini studeerde politieke wetenschappen aan de Libera Università Internazionale degli Studi Sociali Guido Carli in Rome. Zij promoveerde in de sociale wetenschappen aan het Angelicum in Rome. Zij behaalde ook een master in het gedrag van organisaties aan de universiteit van Hartford.
Van 2015 tot 2019 doceerde Petrini Katholieke Sociale Doctrine en Gezondheidssociologie aan het International Institute for Health Pastoral Theology “Camillianum” in Rome. Sinds 2019 bekleedt zij het lectoraat Welzijnseconomie en Economische Sociologie aan de Faculteit der Sociale Wetenschappen van de Pauselijke Universiteit van Sint Thomas van Aquino ("Angelicum") in Rome. Vanaf 2005 was Petrini office manager van kardinaal Luis Antonio Tagle, prefect van de Congregatie voor de Evangelisatie van de Volkeren (ook wel Congregatie voor Zending genoemd).
In 2007 legde Petrini haar laatste gelofte af en in 2017 werd ze lid van de Algemene Raad van haar geloofsgemeenschap.
Op 4 november 2021 benoemde paus Franciscus Petrini als eerste vrouw tot secretaris-generaal van de Pauselijke Commissie voor de Staat Vaticaanstad. Deze functie kan worden gelijkgesteld aan die van loco-burgemeester van Vaticaanstad. Zij kreeg onder andere de politie, de brandweer, de post en de musea in haar portefeuille.
Met ingang van 1 maart 2025 werd Petrini benoemd als president van de Pauselijke Commissie voor de Staat Vaticaanstad en president van het Gouvernement van de Staat Vaticaanstad, als opvolger van Fernando Vérgez Alzaga die met emeritaat was gegaan. Zij was de eerste vrouw en eerste niet-kardinaal die deze functies bekleedde. Met het overlijden van paus Franciscus in april van dat jaar kwam er automatisch een einde aan Petrini's termijn, maar in mei besloot de nieuw gekozen paus Leo XIV dat alle leden van de Curie en overige instellingen mochten aanblijven.